# برج موسوی
برج موسوی یک منطقهٔ مسکونی در ایران است که در دهستان تشان شرقی واقع شده‌است. براساس سرشماری مرکز آمار ایران در سال ۱۳۹۵، برج موسوی ۸۱ نفر جمعیت دارد.